# 国家級貧困県
国家級貧困県（こっかきゅうひんこんけん、中: 国家级贫困县）は、中華人民共和国の県級行政区の中で経済支援が実施されている特定の県を指す。認定されるには国務院貧困者支援弁公室の審査が必要で、1986年、1994年、2001年、2012年の4回認定審査が行われた。
2020年11月23日、中華人民共和国の全国レベルの貧困県はすべて貧困から脱却し、全国レベルの貧困県支援制度は正式に廃止された。 国家レベルの貧困県に加え、省レベルの貧困県やプラグイン貧困地域、すなわち省が認定し、国家貧困削減計画に含まれていない比較的困難な地域も存在する。

## 定義基準と数
2012年に中国貧困削減発展指導部弁公室が発表した基準によると、一人当たりの年間所得が2,300人民元未満の県が国家級貧困県に分類され、少数民族地区と旧革命地区の基準はそれに応じて引き下げられている。 国家級貧困県は主に中部と西部に集中しており、旧革命地区、少数民族地区、国境地区（「老・若・境・貧」地区と総称されることが多い）に多く見られる。 基準は時代とともに変更されており、国家支援の対象から外された県もある。
1986年に貧困県が初めて特定されたとき、331県が認定され、1994年の第1次調整までに592県に増加した。2001年の第2次調整後、貧困県は国家貧困削減発展重点県と改名され、東部の33の重点県すべての目標が中部と西部に移されたが、重点県の総数は592県で変わらなかった。 2011年の3回目の調整後、重点県は592県に減少した。 同時に、地理的位置、気候、貧困の原因因子が類似している680の県が、集中的連続特別困難県（全国地域貧困県とも呼ばれる）として特定され、そのうち440の県も592の貧困県の中に含まれ、重複部分を除くと、全国には合計832の貧困県があった。 貧困県の数はその後も変わっていない。
2006年の基準では、全国592の貧困県は中国の21の省級行政区に分布し、雲南省が最も重要で、陝西省、貴州省、甘粛省などがこれに続く。全国341の自治区の貧困県は中国の17の省級行政区に分布し、チベット自治区が最も深刻であるとされ雲南省、貴州省がこれに続く。
2011年の最終調整後、832の貧困県（592の国家重点県と14の連続する特別困難地域の680県を含む）が22の省に分布した。 そのうち、雲南省88、チベット自治区74、四川省66、貴州省66、甘粛省58、陝西省56、河北省45、青海省42、湖南省40、河南省38、山西省36、広西チワン族自治区33、新疆ウイグル自治区32、内モンゴル自治区31、湖北省28、江西省24、 黒龍江省で20、安徽省で20、重慶市で14、吉林省で8、寧夏回族自治区で8、海南省で5である。2015年には、約3県に1県が貧困であった。
北京市、天津市、上海市、遼寧省、山東省、広東省、福建省、江蘇省、浙江省の9つの省（直轄市）には貧困県はないが、貧困層がいないわけではない。